# Nesticus echigonus
Nesticus echigonus är en spindelart som beskrevs av Takeo Yaginuma 1986. Nesticus echigonus ingår i släktet Nesticus och familjen grottspindlar. Inga underarter finns listade i Catalogue of Life.